# Achito Vivas
Adelmo Achito Vivas (Buenaventura, 1 de março de 1934) é um ex-futebolista colombiano que atuava como defensor.

## Carreira
Achito Vivas fez parte do elenco da Seleção Colombiana de Futebol, na Copa do Mundo de  1962. 